# Jacek Brzostyński
Jacek Brzostyński (ur. 8 czerwca 1954 w Krakowie) – polski lektor telewizyjny, radiowy i filmowy, aktor dubbingowy, telewizyjny, filmowy i teatralny.

## Życiorys
Absolwent PWST w Krakowie i Szkoły muzycznej I i II stopnia w Katowicach. Występował w Zespole Pieśni i Tańca „Śląsk”, Piwnicy pod Baranami i w Teatrze Muzycznym im. Danuty Baduszkowej w Gdyni, Teatrze Śląskim im. Stanisława Wyspiańskiego w Katowicach, Teatrze Zagłębia w Sosnowcu, Teatrze Rozrywki w Chorzowie i Teatru Powszechnego w Warszawie. Wystąpił również w kilku spektaklach Teatru Telewizji.
W latach 80. i 90. współprowadził z Magdaleną Durecką program Koncert życzeń w Telewizji Polskiej, w której również wystąpił w programie Spotkanie z Balladą i serialu Sobota w Bytkowie.
Karierę lektorską rozpoczął w latach 80. od czytania w Telewizji Katowice i Polskim Radiu Katowice. Obecnie jest lektorem Canal+ Polska, Polsat, TVN, TVN 7, TVN Style, TTV, TV4 i Polskiego Radia Szczecin. Dawniej był lektorem TVP2, TV6, RMF FM i Radia Zet.
Jego głos można słyszeć w brytyjskim programie „Must Be The Music”, czy „Galileo” w TV4 i m.in. w filmach: Kill Bill, Lost: Zagubieni, CSI, Piraci z Karaibów lub w Teletubisiach. Był także lektorem reklamowym. Angażuje się także w projekty społeczne. Użyczył głosu do spotów reklamowych zrealizowanych na zlecenie Polskiej Akcji Humanitarnej i Wielkiej Orkiestry Świątecznej Pomocy. Od 2016 występuje w reklamach Nest Banku.
Pozostaje w związku małżeńskim z reżyser dubbingu Marią Brzostyńską. Mają dwójkę dzieci.

## Filmy i seriale czytane przez Jacka Brzostyńskiego

### Filmy
- A psa biorę ja (Canal+)
- Ace Ventura: Psi detektyw
- Ace Ventura: Zew natury
- Annie (Polsat)
- Avatar
- Agent XXL
- Agent XXL 2 (Polsat)
- Czarny rycerz
- Chłopcy z ferajny
- Człowiek demolka (TVN)
- Doktor Dolittle
- Doktor Dolittle 2
- Dzień świstaka
- Gliniarz z Beverly Hills (TVN)
- Gliniarz z Beverly Hills II (TVN)
- Gliniarz z Beverly Hills III (TVN)
- Godzilla 2: Król potworów (TVN)
- Gwiezdne wojny: część IV – Nowa nadzieja (TVN/AXN/Canal+ Polska)[a]
- Gwiezdne wojny: część V – Imperium kontratakuje (TVN/AXN/Canal+ Polska, Polsat)[a]
- Gwiezdne wojny: część VI – Powrót Jedi (TVN/AXN/Canal+ Polska, Polsat)[a]
- Gwiezdne wojny: część I – Mroczne widmo (TVN, AXN, Polsat)
- Gwiezdne wojny: część II – Atak klonów (AXN, TVN, Polsat)
- Gwiezdne wojny: część III – Zemsta Sithów (AXN, TVN, Polsat)
- Hokus pokus (film 1993)
- Jeniec: Tak daleko jak nogi poniosą
- Jeździec znikąd
- Karate Kid (Polsat)
- Karate Kid 4: Mistrz i uczennica
- Kill Bill
- Krew myśliwego (Le Sang du chasseur)[6]
- Moja dziewczyna (Polsat)
- Moja dziewczyna 2 (Polsat)
- Nowe przygody Pippi Langstrumpf
- Omen (Polsat)
- Pijany mistrz
- Pradawny ląd (TV4)
- Pradawny ląd 2: Przygoda w Wielkiej Dolinie (TV4)
- Pradawny ląd 3: Czas wielkich darów (TV4)
- Pradawny ląd 4: Podróż przez mgły (TV4)
- Pradawny ląd 5: Tajemnicza wyspa (TV4)
- Pradawny ląd 6: Tajemnica Jaszczurczej Skały (TV4)
- Pradawny ląd 7: Kamień zimnego ognia (TV4)
- Robin Hood: Książę złodziei (TVP1)
- Rocky Balboa (film)
- Romans doskonały
- Stary, gdzie moja bryka?
- Stuart Malutki (Polsat)
- Stuart Malutki 2 (Polsat)
- Speed: Niebezpieczna prędkość (Polsat)
- Spider-Man (Polsat)
- Spider-Man 2 (Polsat)
- Spider-Man 3 (Polsat)
- Supertata
- Terminator (TVP1)
- World Trade Center
- W sieci zła
- Wściekłe psy
- Wielki biały ninja (TV6)
- Wygrać ze śmiercią (TVN)

### Seriale
- Święta wojna odc. 27 jako Jacek biznesmen

#### Seriale aktorskie
- Agenci NCIS (AXN)
- Arabela (Polsat i TV 4)
- Asy z klasy
- Barwy grzechu (TVN)
- Biały welon (TVN)
- Chirurdzy (Polsat)
- Córka przeznaczenia (TVN7)
- Dharma i Greg
- Doktor z alpejskiej wioski
- Dziki księżyc
- Hawthorne
- Tożsamość szpiega (AXN)
- Kassandra (TVP Regionalna)
- Łowcy skarbów (Polsat)
- Miłość i nienawiść (TVN)
- Na wariackich papierach (Polsat)
- Outlander[7]
- Posłaniec szczęścia (Polsat)
- Przyjaciele (Polsat)
- Słodkie zmartwienia (Polsat)
- Spojrzenia
- Valeria (TVN)
- Zagubieni
- Zaginiony Ląd – Dolina Jurajska (VHS)[8]

#### Seriale animowane
- Beyblade[9]
- Było sobie życie (Polsat Zdrowie i Uroda)
- Denver, ostatni dinozaur (Fokus TV)
- Cybersix (Hyper)
- Czarodziejskie zwierciadełko (Polonia 1)[9]
- Przygody braci Mario (TV4)
- Jaskiniowcy
- Jonny Quest (Polsat)
- Księga dżungli (Polonia 1)[9]
- Lovely Complex (AXN Spin)
- Pojedynek Aniołów (Polonia 1)[9]
- Przygody Animków (Polsat)
- Sally czarodziejka (Polonia 1)[9]
- Sandybell (VHS)[8]
- Byli sobie wynalazcy (Fokus TV)
- Stinky i Jake przedstawiają (Canal+ Polska)
- Tygrysia Maska (Polonia 1)[9]
- Teletubisie (Canal+ Polska)
- Visionaries 2 – Wizjonersi Rycerze świata – Rycerze magicznego światła (Odcinek: Cena wolności) (VHS)[8]
- Yattaman (Polonia 1)[9]
- Zorro (Polonia 1)[9]

#### Seriale dokumentalne
- Katastrofa w przestworzach
- Pułapki umysłu
- Anatomia głupoty
- Zdrady

#### Programy
- Damy i wieśniaczki. Rosja (TTV)
- Galileo (TV4)
- Samochód marzeń: kup i zrób (TVN Turbo)
- Sprzątaczki (tylko 6 odc, sez. 2; TVN Style)
- STOP Drogówka (TV4)
- Anatomia głupoty (TV4)

### Dubbing
- 1994: Asterix podbija Amerykę – narrator